# ويليام بي. تورنر
ويليام بي. تورنر (بالإنجليزية: William B. Turner)‏ هو عسكري أمريكي، ولد في 1892 في بوسطن في الولايات المتحدة، وتوفي في 27 سبتمبر 1918 في Ronssoy ‏ في فرنسا.